# Àngel (Felip Ros)
Àngel és una escultura del mestre argenter Felip Ros creada el 1618 i ubicada a Barcelona. Està inclosa a l'inventari de Petits paisatges de Barcelona.

## Història
És una escultura religiosa de bronze dissenyada pel mestre de cases Rafel Plansó el 1616 i realitzada el 1618 pel mestre argenter Felip Ros, col·laborador habitual de l'Ajuntament de Barcelona i de la Generalitat de Catalunya. La obra va ser dedicada a Santa Eulàlia, patrona de Barcelona, inaugurada el 10 d'agost de 1618 en un antic obelisc ubicat a l'antiga plaça del Blat (actualment, plaça de l'Àngel) de Barcelona. Avui dia, l'escultura original es conserva al Museu d'Història de Barcelona.
Durant els bombardeigs que va patir la ciutat comtal el 1713 i 1714 a causa del setge de Barcelona, l'escultura va acabar amb considerables danys durant diversos anys fins que finalment, el 1747, va ser restaurada. Durant el Trienni Liberal, les autoritats van retirar l'obelisc on es trobava l'escultura per facilitar la circulació i van decidir col·locar-la en una casa propera. Després de diverses ubicacions, van decidir conservar-la al Museu d'Història de Barcelona i deixar una còpia exacta sobre un balcó de l'edifici de la Numismàtica Calicó a la plaça de l'Àngel. Aquesta copia va ser realitzada per l'artista Àngel Ferrant inaugurada el 16 de novembre de 1966, i encara és visible, conservant-se en bon estat.

## Descripció
És una figura andrògina, sense ales, amb una estranya creu al front i les faldilles lleugerament bufades. Té el braç esquerre estirat i amb el dit assenyalava una imatge de Santa Eulàlia que hi havia sobre un arc a l'entrada de la Baixada de la Llibreteria, rememorant un miracle que va passar l'any 879, més o menys en aquest indret; es diu que durant el trasllat del cos de Santa Eulàlia des de Santa Maria del Mar fins a la catedral, va aparèixer un àngel.